# クラマスフォールズ (オレゴン州)
クラマスフォールズ（英: Klamath Falls、[ˈklæməθ] KLAM-əth）は、アメリカ合衆国オレゴン州クラマス郡に位置する都市であり、同郡の郡庁所在地である。2010年国勢調査での人口は20,840人である。1867年に町が設立されたときには、町中にある滝の本流であるリンク川に因んで「リンクビル」と名付けられていたが、1892年に現在の名前に変えられた。

## 歴史
クラマスフォールズとなった地域の最初の住人はクラマス族やモドック族インディアンだった。クラマス族はこの地を「ユラロナ」あるいは「イワウナ」と名付けており、これは南風が吹くときにリンク川が上流に向かって流れる現象を指すものだった。この川にある滝は「ティウィシュケニ」と呼ばれ、「落ちる水が押し寄せるところ」という意味だった。
モドック族インディアンの本拠地は現在のクラマスフォールズの南約20マイル (32 km) にあるが、敵対者であるクラマス族と共にインディアン居留地に押し込められたときに反乱が起き、彼等は近くにあった溶岩流の跡地に隠れた。このことで1872年から1873年にかけて起こったモードック戦争となり、アメリカ騎兵隊が当時としては推計50万ドル、2000年価値で800万ドル以上になる費用を掛けて鎮圧に当たった。この戦争でインディアン17人と白人83人が殺された。
1846年、オレゴン・トレイルを通ってくる移民のためにより安全なルートを確保することを目指して、クラマス地域の下流側を東西に通るアップルゲイト・トレイルが切り開かれた。
1906年に始まったクラマス開拓プロジェクトは湿地の水を排出し、農業用に水を使えるようにするものだった。主たる"A"運河の建設により、1907年5月22日に最初の水が使用できるようになった。この開墾された土地には第一次および第二次世界大戦の退役兵が自分の土地を持つ機会を与えられた。
第二次世界大戦中、日系アメリカ人強制収容所であるトゥール湖戦時移住センターが近くのカリフォルニア州ニューウェルにあった。また戦争捕虜収容所であるキャンプホワイトの支所は、カリフォルニア州トゥールレイクの町に近いオレゴン州・カリフォルニア州州境にあった。1945年5月、クラマスフォールズの東約30マイル (48 km)、オレゴン州ブライの近くで、日本軍の風船爆弾によって教会に行っていた女性1人と子供5人が殺された。これは大戦中に日本軍がアメリカ合衆国本土に及ぼした唯一の損失だと言われている。
20世紀前半の数十年間はクラマス郡で鉄道を利用した木材の伐採搬出が広範に行われた。1909年にサザン・パシフィック輸送会社の線が通り、クラマスフォールズは人口数百人から数千人にまで急速に成長した。多くの製材所がモミやマツ材を製材し、その繁栄は1980年代にニシアメリカフクロウ (Northern Spotted Owl) など絶滅危惧種の存在が西部の林業政策を変えさせるようになるまで続いた。
1993年9月20日、地震がクラマスフォールズを襲った。中心街の郡庁舎や元セイクリッド・ハート・アカデミー・アンド・コンベントなど多くの建物が全半壊した。この地震に起因する死者は2人だった。

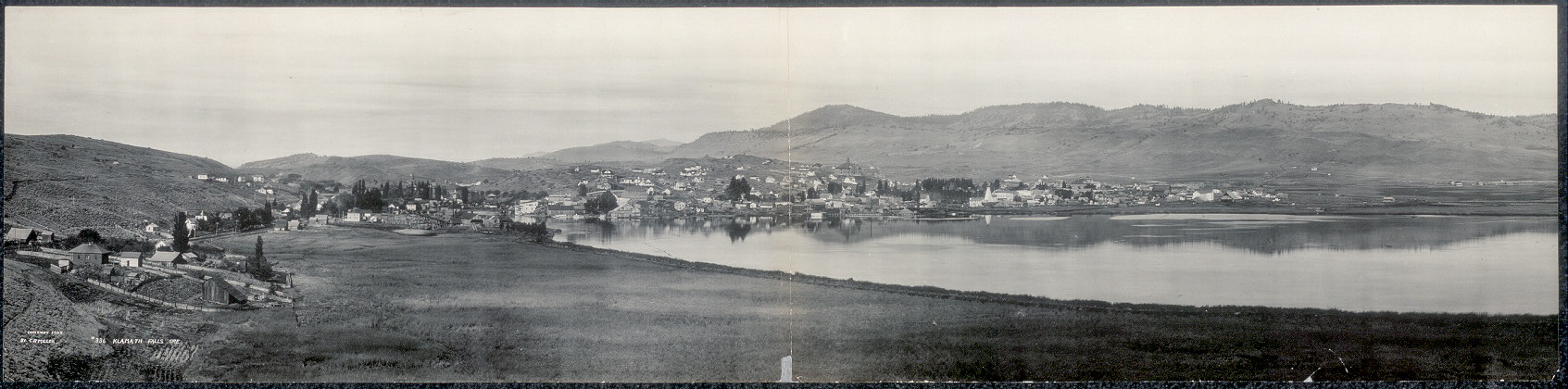
1909年のクラマスフォールズ

### 水利権論争

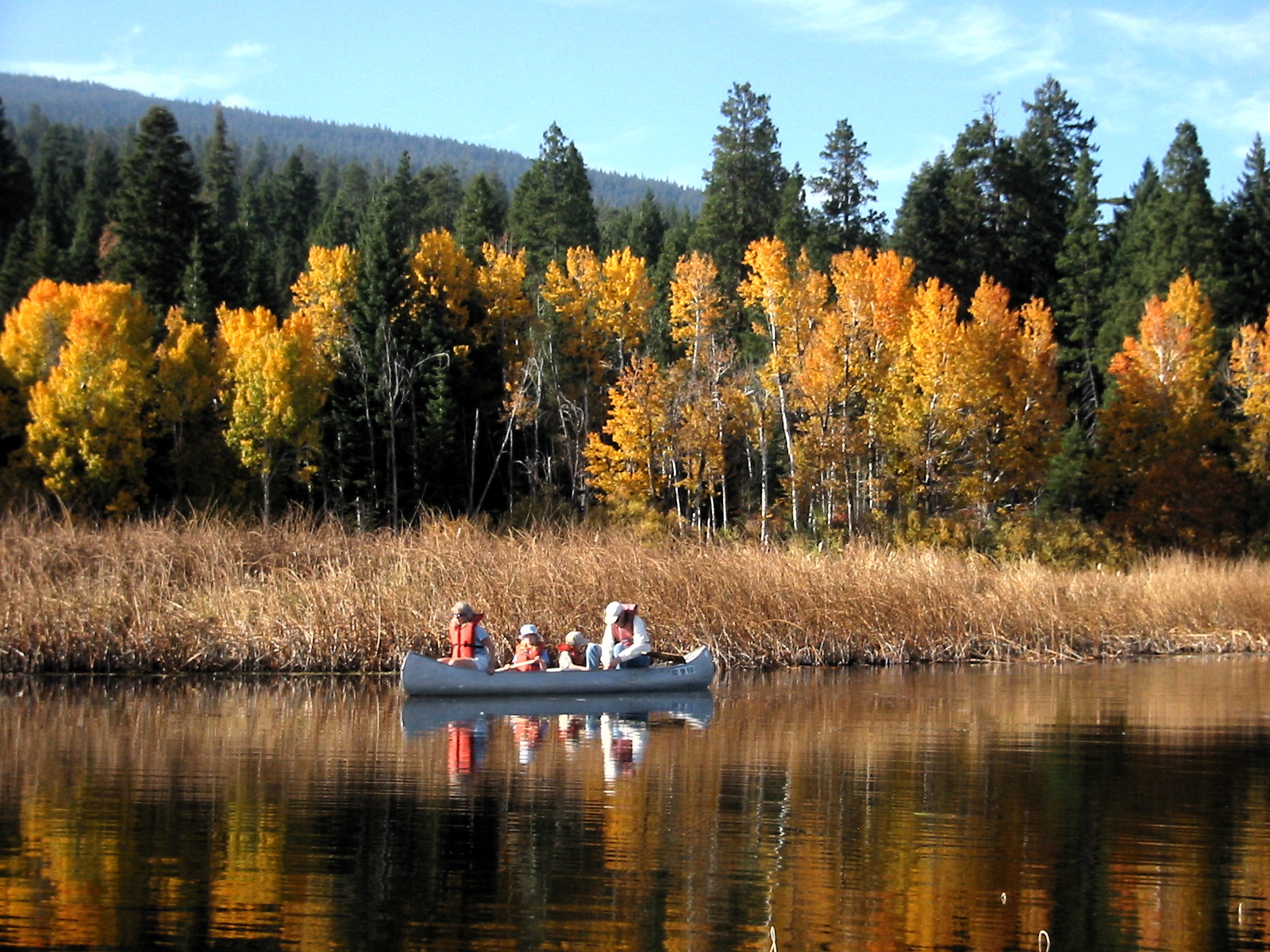
アッパークラマス湖のカヌー・トレイル、ポンデローサマツや紅葉したアメリカヤマナラシが見える

2001年、裁判所が絶滅危惧種法の規定により4月6日にクラマス・プロジェクトの灌漑用水を遮断させるという裁定を下して、全国紙のヘッドラインを飾った。ロスト川のサッカー（淡水魚の一種）やショートノーズ・サッカーが1988年の連邦政府が発行する絶滅危惧種リストに載せられ、2001年には干魃が襲って、科学者の会議がこれ以上農業用に水を使えば、アッパークラマス湖に棲むこれらの種や、クラマス川に産卵する保護種のギンザケなどに有害となると声明を出した。農夫や市民からの多くの抗議の声が2001年5月7日にクラマスフォールズのメインストリートでの「バケット・ブリゲード」にまで高まった。この行事には農夫、牧場主、市民および政治家合わせて18,000人が出席した。このように広く行き渡った批判によって2002年初期に新しい計画が策定され、農場への灌漑用水供給が再開された。
2002年にクラマス川とトリニティ川の水量が低下し、これに高温も手伝って少なくとも33,000匹のサケが死滅した。サケの個体数が減少したために地域での漁業が中止され、漁師にはその損失を埋め合わせるために6,000万ドル以上の災害援助金が与えられた。トリニティ川の水流の90％はカリフォルニア州の農業に割り当てられている。
米国科学アカデミーが2003年10月22日に発行した報告書に拠れば、灌漑用水を制限することは絶滅危惧種を救うことがあってもわずかな効果であり、個体数には逆効果である可能性があるとしている。対立する報告書が米国科学アカデミーの報告書を批判している。チロクィン・ダムが壊されてサッカーの産卵環境が改善されてきた。

## 地理
クラマスフォールズは北緯42度13分24秒 西経121度46分39秒 / 北緯42.22333度 西経121.77750度に位置する。アメリカ合衆国国勢調査局に拠れば、市域全面積は18.7平方マイル (48.4 km2)であり、このうち陸地は17.9平方マイル (46.1 km2)、水域は0.9平方マイル (2.3 km2)で水域率は4.54％である。標高は4,099フィート (1,249 m) である。
クラマスフォールズは高地砂漠の景観の中にある。町の古い部分は自然の温泉の上にある。その温泉水は主に中心街の家屋や通りの暖房に利用されている。

## 人口動態
以下は2000年の国勢調査による人口統計データである。
| 基礎データ - 人口: 19,462人 - 世帯数: 7,916世帯 - 家族数: 4,670家族 - 人口密度: 420.7人/km2（1,089.5人/mi2） - 住居数: 8,722軒 - 住居密度: 188.5軒/km2（488.3軒/mi2） 人種別人口構成 - 白人: 85.12% - アフリカン・アメリカン: 1.02% - ネイティブ・アメリカン: 4.44% - アジア人: 1.32% - 太平洋諸島系: 0.13% - その他の人種: 4.15% - 混血: 3.83% - ヒスパニック・ラテン系: 9.32% 年齢別人口構成 - 18歳未満: 25.5% - 18-24歳: 13.1% - 25-44歳: 27.2% - 45-64歳: 21.5% - 65歳以上: 12.8% - 年齢の中央値: 33歳 - 性比（女性100人あたり男性の人口） - 総人口: 101.9 - 18歳以上: 100.1 | 世帯と家族（対世帯数） - 18歳未満の子供がいる: 30.0% - 結婚・同居している夫婦: 42.2% - 未婚・離婚・死別女性が世帯主: 11.7% - 非家族世帯: 41.0% - 単身世帯: 32.4% - 65歳以上の老人1人暮らし: 11.9% - 平均構成人数 - 世帯: 2.36人 - 家族: 2.99人 収入と家計 - 収入の中央値 - 世帯: 28,498米ドル - 家族: 37,021米ドル - 性別 - 男性: 31,567米ドル - 女性: 22,313 米ドル - 人口1人あたり収入: 16,710米ドル - 貧困線以下 - 対人口: 21.9% - 対家族数: 16.2% - 18歳未満: 26.8% - 65歳以上: 9.5% |

## 政府と政治

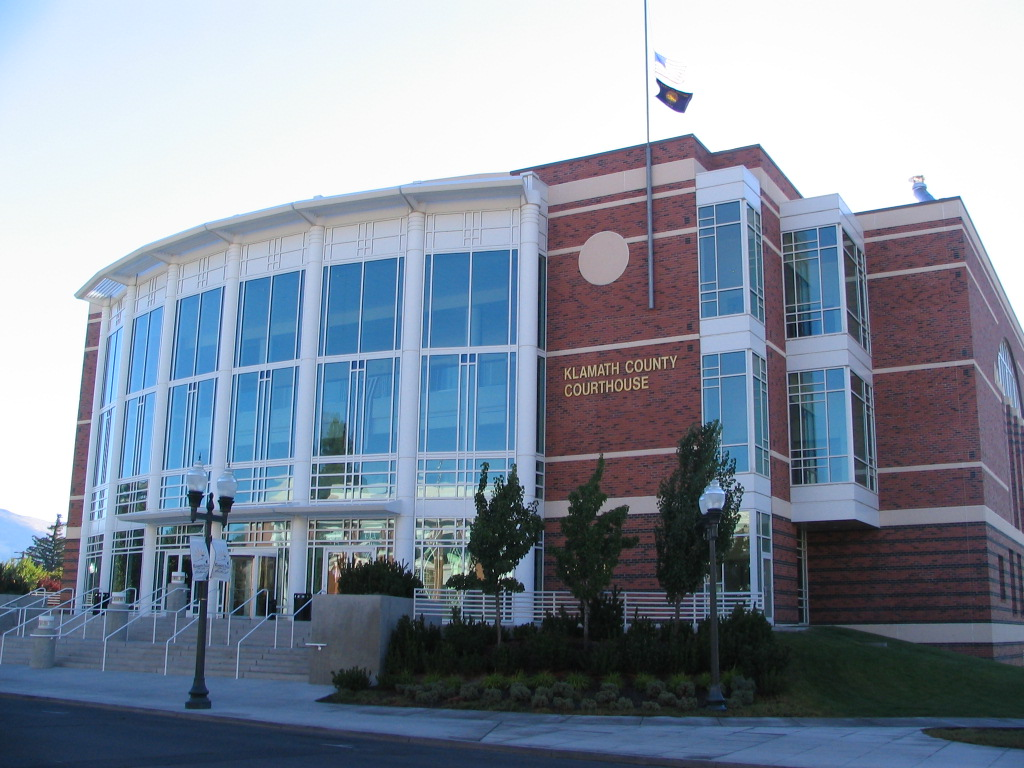
クラマス郡庁舎

クラマスフォールズはオレゴン州憲法に規定される自治都市であり、1972年に現在の市民憲章が採択されて以来、市政委員会・シティマネジャー方式を採用している。市政委員会は無党派によるものであり、5人の委員が5つの選挙区からそれぞれ選ばれている。任期は4年間であり、2年ごとに2人または3人が改選されている。市長も無党派であり、任期は4年間、市政委員会の全ての会合を主宰している。市長は委員会を指定し、少なくとも4人の市政委員の賛成で通過しなかった条令には拒否権を発動でき、市政委員会の決議が賛否同数の場合は決着票を投ずることができる。シティマネジャーが市の管理部門の長である。市政委員会に指名され、市政委員会が望むならば任期は無期限である。市判事と市検事官も同様に指名されている。現市長トッド・ケルストロームは1992年以来現職であり、現在は5期目である。現シティマネジャーはリック・ウィットロックである。
オレゴン州議会上院でクラマスフォールズ市は第28選挙区に属し、下院では第56選挙区に属している。2011年時点でどちらも共和党議員が務めている。アメリカ合衆国下院ではオレゴン州第2選挙区に属し、クック投票動向指数は共和党+10になっている。2011年時点でやはり共和党議員が務めている。

## 経済
地域最大の雇用主はスカイレイクス医療センターであり、続いてクラマスフォールズ市教育学区がある。その他主要な雇用主としては、JELD-WEN、コリンズ・プロダクツ、コロンビア林業製品、NEW Corp、アクアグラス、クラマス郡教育学区およびオレゴン工科大学がある。
クラマスフォールズではオレゴン州空軍の第173戦闘機隊がキングスレー空軍基地に駐屯している。270航空管制大隊がキングスレー・オレゴン州空軍基地にあり、オレゴン州軍第186歩兵連隊第1大隊B中隊もこの基地を本拠地にしている。

## 地熱暖房
クラマスフォールズは地熱資源がある地域として知られた場所にある。1900年代初期より直接地熱暖房に使われてきた。中心街の暖房システムは1981年に造られ、1982年に拡張された。この計画には民衆の反対があった。多くの家庭は私有の地熱井戸で暖房されており、家屋所有者は市が推進するシステムが地下水レベルを下げるか、温度を下げるのではないかと心配した。帯水層の調査が行われたので、システムの運転は1984年まで延期された。定格の試験運転でも私有の井戸には影響しないことが示された。その後排水管に多くの欠陥が発見されて、1986年には再度停止された。配水管の再構築は1991年に完成し、運転が再開された。それ以来システムの拡張が続き、オレゴン工科大学に拠れば、「損益分岐点に近付いている」とのことである。このシステムは家庭、市立学校、温室、政府ビルと商業ビル、側道や道路の融雪システム、および排水処理設備のプロセス用熱源に使われている。

## 教育

### カレッジと大学
- クラマス・コミュニティ・カレッジ
- オレゴン工科大学

### 公立学校
クラマスフォールズ市と周辺地域の公共教育はクラマス郡教育学区およびクラマスフォールズ市教育学区が管轄している。

## レクリエーション

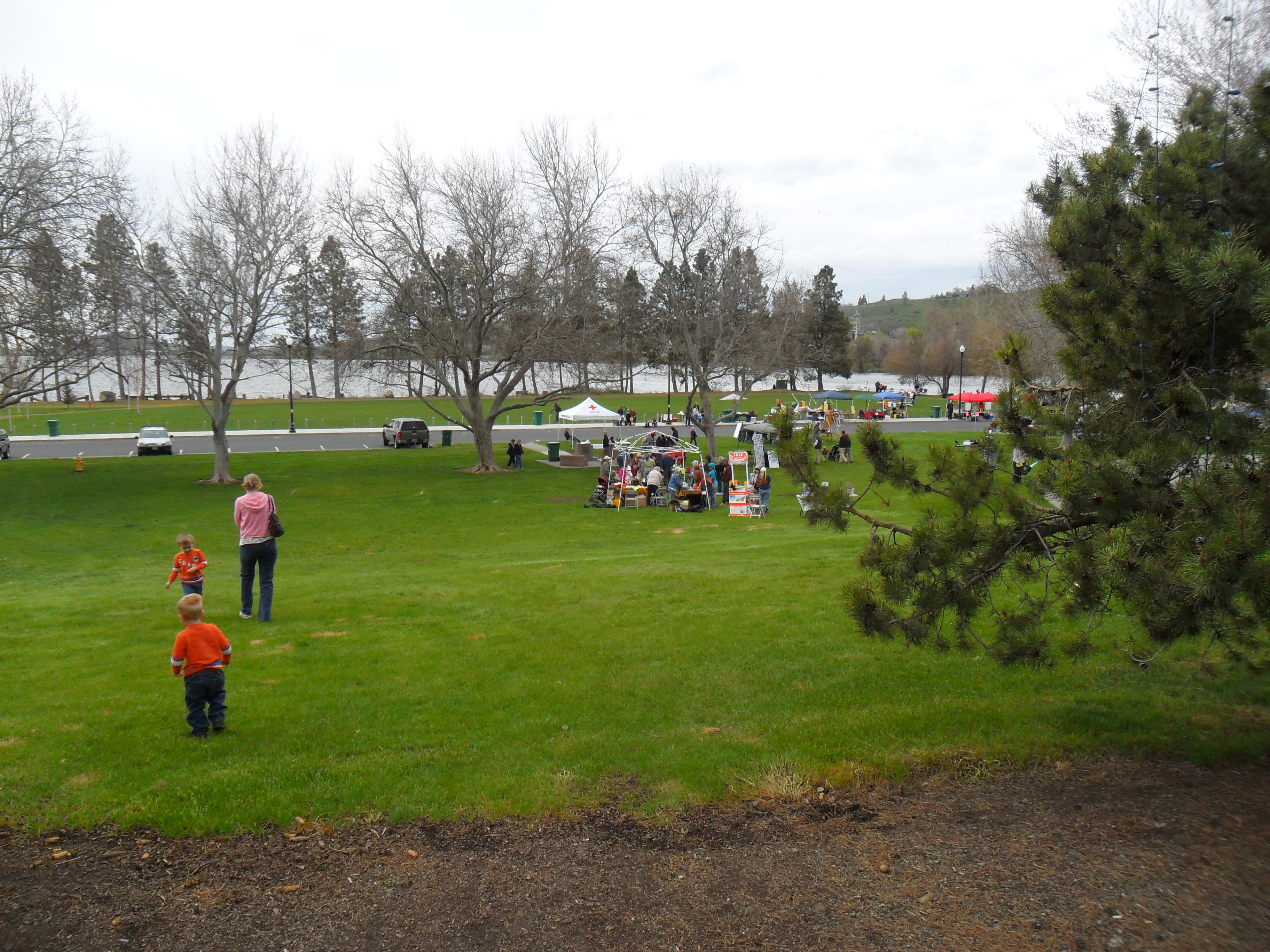
クラマスフォールズ中心街アッパークラマス湖南岸にある退役軍人記念公園

クラマスフォールズでは冬も夏も多くのアウトドア活動の機会がある。近くにあるラニング・Y・ランチリゾートにはアーノルド・パーマーが設計したゴルフ場、アイススケート場、乗馬コースおよび太平洋岸北西部最大の自然湖であるアッパークラマス湖の景観がある。ロッキーポイントの野生生物保護区にはカヌーのコースもある。
OC&Eウッズライン州立歩道はオレゴン州でも最長の州立公園である廃線跡を利用したトレイルである。OC&Eウッズライン州立歩道に沿ってあり、ワイアード記念公園レクリエーション地区が運営する ワイアード公園は5月1日から10月1日までの夜明けから日没まで公開されている。中心街のエワウナ湖岸に沿って退役軍人記念公園もある。
クラマスフォールズは太平洋の渡り鳥飛行コースに位置しており、一年間を通じて水鳥や猛禽類を見ることができる。クラマスフォールズの西10マイル (16 km)、ケノに近いベア・バレーの冬には数多いハクトウワシ、夏にはアメリカシロペリカンを大量に見ることができる。
クレーターレイク国立公園はクラマスフォールズの北50マイル 880 km) にあり、湖の縁を巡る33マイル (53 km) のコースは自転車愛好家に人気がある。公園内での冬のクロスカントリースキーやスノーシュー歩行も人気がある。標高差1マイル (1.6 km) 意序のクレーター・レイク・マラソンは年中行事になっている。
ラバベッズ国立保護区はクラマスフォールズの南東約30マイル (48 km)、カリフォルニア州トゥールレイクの近くにある。溶岩洞が集中しており、優れた探検の機会を提供している。この地は1873年のモードック戦争が起こった場所でもあり、主戦場が残っている。
マウンテンレイクス原生地はアメリカ合衆国でも最初に原生地に指定された地域の一つであり、クラマスフォールズの直ぐ西にあって、原始のままの山岳湖でハイキングや釣りが楽しめる。

## 交通

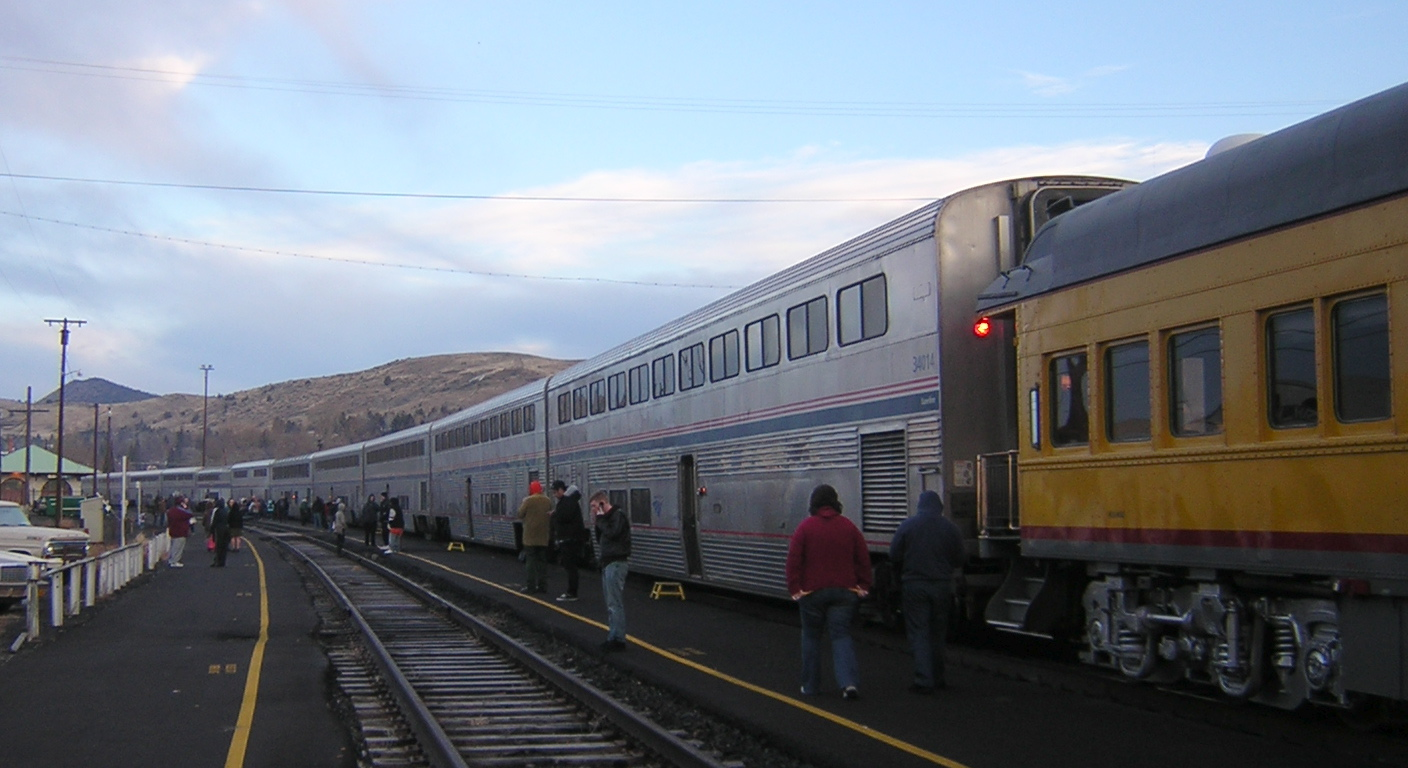
クラマスフォールズ駅に停車するアムトラックの「コースト・スターライト」列車

全国的な旅客列車を運行するアムトラックの駅がクラマスフォールズにあり、毎日ワシントン州シアトルとカリフォルニア州ロサンゼルスを結ぶコースト・スターライトが往復している。
地域交通のバス定期便はベイスン・トランジット・サービスが運行している。この団体は選挙で選ばれた委員会のある特別サービス団体である。
クラマスフォールズ中心部の南約6マイル (10 km) にはクラマスフォールズ空港がある。

## 著名な住人
- シャロン・アングル、ネバダ州の政治家
- ブレンダ・バーキ、女優
- デニス・ベネット、メジャーリーグベースボールの選手
- ドン・ペドロ・コリー、俳優
- クリス・エアー、サンダンス映画祭の受賞者
- チャド・グレイ、ミュージシャン
- ラルフ・ヒル、オリンピックの陸上競技5,000メートルで銀メダリスト
- ジェームズ・アイヴォリー、アカデミー賞の候補になった映画監督[21]
- チャールズ・S・ムーア、オレゴン州の政治家
- ダン・オブライエン、オリンピックの十種競技で金メダリスト
- チャールズ・O・ポーター、オレゴン州の政治家
- マヌエル・サンチェス、ミュージシャン
- ポール・ザーニザー、メジャーリーグベースボールの選手

## 姉妹都市
クラマスフォールズ市は国際姉妹都市協会に指定される1組の姉妹都市を結んでいる。
- ニュージーランド、ロトルア